# هاري جاي لويد
هاري جاي لويد (بالإنجليزية: Harry J. Lloyd)‏ هو شخصية أعمال أمريكي، ولد في 30 يوليو 1926 في نيفادا في الولايات المتحدة، وتوفي في 25 يناير 1997 في لوتش ليويك في الولايات المتحدة.